# Sympycnus pallidicornis
Sympycnus pallidicornis är en tvåvingeart som beskrevs av Van Duzee 1930. Sympycnus pallidicornis ingår i släktet Sympycnus och familjen styltflugor. Inga underarter finns listade i Catalogue of Life.